# NHL Entry Draft 2020
NHL Entry Draft 2020 – 58 draft w historii odbył się 6–7 października 2020. Planowany był w hali Bell Centre w Montrealu jednak ze względu na epidemię koronawirusa przeprowadzony został w formie wideokonferencji.
Wśród drużyn, które nie awansowały do play-off 10 sierpnia 2020, w losowaniu poprzedzającym draft, wybrane zostały drużyny mające pierwszeństwo naboru. Pierwszeństwo wylosowała drużyna New York Rangers przed Los Angeles Kings i Ottawa Senators (za San Jose Sharks).
W drafcie mogli uczestniczyć zawodnicy urodzeni pomiędzy 1 stycznia 2000 a 15 września 2002 oraz niedraftowani hokeiści urodzeni poza Ameryką Północną w roku 1999. Ponadto zawodnicy urodzeni po 30 czerwca 2000, którzy byli draftowani w 2018 ale nie podpisali kontraktu z drużynami NHL mogli uczestniczyć w drafcie ponownie.
8 kwietnia 2020 NHL Central Scouting ogłosił listę najbardziej perspektywicznych zawodników z Ameryki Północnej oraz Europy. Na czele listy znaleźli się Kanadyjczyk Alexis Lafrenière i Niemiec Tim Stützle.
W drafcie wybranych zostało 216 graczy z 12 krajów. Poza Kanadą (73 zawodników) i Stanami Zjednoczonymi (50) najwięcej graczy pochodziło ze  Szwecji (32), Rosji (24) i Finlandii (17).

## Runda 1
| #   | Zawodnik            | Pozycja         | Drużyna NHL                                                 | Klub macierzysty                |
| --- | ------------------- | --------------- | ----------------------------------------------------------- | ------------------------------- |
| 1   | Alexis Lafrenière   | Lewoskrzydłowy  | New York Rangers                                            | Rimouski Oceanic (QMJHL)        |
| 2   | Quinton Byfield     | Środkowy        | Los Angeles Kings                                           | Sudbury Wolves (OHL)            |
| 3   | Tim Stützle         | Lewoskrzydłowy  | Ottawa Senators (za Sharks)1                                | Adler Mannheim (DEL)            |
| 4   | Lucas Raymond       | Lewoskrzydłowy  | Detroit Red Wings                                           | Frölunda HC (SHL)               |
| 5   | Jake Sanderson      | Obrońca         | Ottawa Senators                                             | USA Hockey National Team (USHL) |
| 6   | Jamie Drysdale      | Obrońca         | Anaheim Ducks                                               | Erie Otters (OHL)               |
| 7   | Alexander Holtz     | Prawoskrzydłowy | New Jersey Devils                                           | Djurgårdens IF (SHL)            |
| 8   | Jack Quinn          | Prawoskrzydłowy | Buffalo Sabres                                              | Ottawa 67’s (OHL)               |
| 9   | Marco Rossi         | Środkowy        | Minnesota Wild                                              | Ottawa 67’s (OHL)               |
| 10  | Cole Perfetti       | Środkowy        | Winnipeg Jets                                               | Saginaw Spirit (OHL)            |
| 11. | Jarosław Askarow    | Bramkarz        | Nashville Predators                                         | SKA-Niewa (WHL)                 |
| 12. | Anton Lundell       | Środkowy        | Florida Panthers                                            | HIFK (Liiga)                    |
| 13. | Seth Jarvis         | Środkowy        | Carolina Hurricanes (za Maple Leafs)2                       | Portland Winterhawks (WHL)      |
| 14. | Dylan Holloway      | Środkowy        | Edmonton Oilers                                             | Wisconsin Badgers (Big Ten)     |
| 15. | Rodion Amirow       | Lewoskrzydłowy  | Toronto Maple Leafs (za Penguins)3                          | Saławat Jułajew Ufa (KHL)       |
| 16. | Kaiden Guhle        | Obrońca         | Montreal Canadiens                                          | Prince Albert Raiders (WHL)     |
| 17. | Lukas Reichel       | Lewoskrzydłowy  | Chicago Blackhawks                                          | Eisbaren Berlin (DEL)           |
| 18. | Dawson Mercer       | Centrum         | New Jersey Devils (za Coyotes)4                             | Chicoutimi Saguenéens (QMJHL)   |
| 19. | Braden Schneider    | Obrońca         | New York Rangers (za Flames)5                               | Brandon Wheat Kings (WHL))      |
| 20. | Szakir Muchamadulin | Obrońca         | New Jersey Devils (za Canucks przez Lightning)6             | Saławat Jułajew Ufa (KHL)       |
| 21. | Jegor Czinakow      | Prawoskrzydłowy | Columbus Blue Jackets                                       | Awangard Omsk (KHL)             |
| 22. | Hendrix Lapierre    | Środkowy        | Washington Capitals (za Hurricanes przez Rangers i Flames)7 | Chicoutimi Saguenéens (QMJHL)   |
| 23. | Tyson Foerster      | Prawoskrzydłowy | Philadelphia Flyers                                         | Barrie Colts (OHL)              |
| 24. | Connor Zary         | Środkowy        | Calgary Flames (za Capitals)8                               | Kamloops Blazers (WHL)          |
| 25. | Justin Barron       | Obrońca         | Colorado Avalanche)                                         | Halifax Mooseheads (QMJHL)      |
| 26. | Jake Neighbours     | Lewoskrzydłowy  | St. Louis Blues                                             | Edmonton Oil Kings (WHL)        |
| 27. | Jacob Perreault     | Prawoskrzydłowy | Anaheim Ducks (za Bruins)9                                  | Sarnia Sting (OHL)              |
| 28. | Ridly Greig         | Środkowy        | Ottawa Senators (za Islanders)10                            | Brandon Wheat Kings (WHL)       |
| 29. | Brendan Brisson     | Środkowy        | Vegas Golden Knights                                        | Chicago Steel (USHL)            |
| 30. | Mavrik Bourque      | Środkowy        | Dallas Stars                                                | Shawinigan Cataractes (QMJHL)   |
| 31. | Ozzy Wiesblatt      | Prawoskrzydłowy | San Jose Sharks (za Lightning)11                            | Prince Albert Raiders (WHL)     |

Adnotacje
1. Przekazanie prawa do naboru w pierwszej rundzie dla Ottawa Senators między innymi jako składowa transferu Erika Karlssona i Francisa Perrona do San Jose Sharks 13 września 2018.
2. Przekazanie prawa do naboru w pierwszej rundzie dla Carolina Hurricanes między innymi jako składowa transferu Patricka Marleau do Toronto Maple Leafs 22 czerwca 2019.
3. Przekazanie prawa do naboru w pierwszej rundzie dla Toronto Maple Leafs jako składowa transferu Kasperi Kapanena, Pontusa Åberga i Jaspera Lindgrena do Pittsburgha za Evana Rodriguesa, Filipa Hallandera i Dawida Warsofsky’ego 25.08.2020.
4. Przekazanie prawa do naboru w pierwszej rundzie dla New Jersey Devils jako składowa transakcji z Arizona Coyotes, w tym  między innymi transfer Taylora Halla i Blake Speersa do Arizony.
5. Przekazanie prawa do naboru w pierwszej rundzie dla New York Rangers jako składowa transakcji z Calgary Flames.
6. Przekazanie prawa do naboru w pierwszej rundzie dla New Jersey Devils jako składowa łączonej transakcji z Vancouver Canucks i Tampa Bay Lightning.
7. Przekazanie prawa do naboru w pierwszej rundzie dla Washington Capitals jako składowa łączonej transakcji Carolina Hurricanes z New York Rangers i Calgary Flames. W tym transfer Brady Skjei'a z Nowego Jorku do Karoliny 24.02.2020.
8. Przekazanie prawa do naboru w pierwszej rundzie dla Calgary Flames jako składowa łączonej transakcji z Washington Capitals, Carolina Hurricanes i Arizona Coyotes.
9. Przekazania prawa do naboru w pierwszej rundzie dla Anaheim Ducks jako składowa transferu Ondřeja Kaše do Boston Bruins.
10. Przekazanie prawa do naboru w pierwszej rundzie dla Ottawa Senators przez New York Islanders jako składowa transferu Jeana-Gabriela Pageau do Nowego Jorku 24.02.2020.
11. Przekazanie prawa do naboru w pierwszej rundzie dla San Jose Sharks jako składowa transakcji z Tampa Bay Ligtning i Philadelphia Flyers.

## Runda 3
| #  | Zawodnik           | Pozycja | Drużyna NHL                     | Klub macierzysty     |
| -- | ------------------ | ------- | ------------------------------- | -------------------- |
| 69 | Aleksandr Nikiszyn | Obrońca | Carolina Hurricanes (z Buffalo) | Spartak Moskwa (KHL) |